# Higashinada-ku
Higashinada-ku (東灘区?) è uno dei nove quartieri di Kōbe, nella prefettura di Hyōgo, sull'isola di Honshū, in Giappone.